# Monastère Nalanda
Pour l’article homonyme, voir Nâlandâ.
Le monastère Nālandā est un centre bouddhiste de la tradition Gelugpa, l'une des 4 écoles majeures du bouddhisme tibétain. Il est situé dans le Tarn, à Labastide-Saint-Georges.

## Description
Le monastère Nalanda et l'Institut Vajra Yogini, un centre bouddhiste de la même lignée, sont créés sous la tutelle du lama Thubten Zopa Rinpoché. Ce dernier est à l'origine de la création de 150 centres dans le monde, regroupés par la Fondation pour la préservation de la tradition du Mahayana (FPTM). 
Le monastère se situe à la campagne, au bord de la rivière l’Agout. 
Depuis quelques années, il dispose d'une nouvelle vihara (salle de méditation et cellules de moines) dont on remarquera la structure, hors du commun, du toit. D'autres projets d'agrandissement sont en cours.
Tenzin Osel Hita y donne parfois des enseignements sur la pratique du bouddhisme.
Le 15 novembre 2012, un moine bouddhiste britannique âgé de 38 ans, qui était depuis 5 ans en séjour spirituel dans ce monastère, s'est immolé par le feu dans le jardin du monastère. Il se serait versé un bidon d'essence sur la tête avant d'y mettre le feu. 
Les motivations ayant conduit le moine à s'auto-immoler restent inconnues, mais elles sont probablement politiques. L'immolation par le feu est fréquente au Tibet, et est une manière brutale pour protester contre l'occupation du Tibet par la Chine.

## Cours et enseignements
Il est possible d’étudier au monastère :
- le programme d’études bouddhiques approfondi dure cinq ans, en résidence, externat, ou en ligne à domicile[6] ;
- le masters program propose d’étudier cinq grands traités[7] sur sept années d’études comportant des retraites :
  1. L’Ornement des claires réalisations (Abhisamayālaṅkāra (en)《現觀莊嚴論》),
  2. Le Supplément à la Voie du milieu (Madhyamakāvatāra (sk)《入中論》),
  3. Le Trésor de connaissance valide (Abhidharmakosha《阿毗達磨俱舍論》) et le Commentaire sur la cognition valide (Pramāṇavārttika (sk)《釋量論》),
  4. Les Terres et chemins du mantra secret,
  5. Les Deux stades du tantra de Gouhyasamadja.

Les deux cursus sont certifiants et permettent à ceux qui les ont suivis d’enseigner le Dharma dans des centres et programmes de la Fondation pour la préservation de la tradition du Mahayana.
Également, des retraites Vipassanā ont parfois lieu dans le centre.